# 93A busz (Budapest)
A budapesti 93A jelzésű autóbusz Kőbánya-Kispest és Pestszentlőrinc, Fedezék utca között közlekedik, a 93-as busz betétjárataként. A viszonylatot a Budapesti Közlekedési Zrt. üzemelteti.

## Története
2013. július 15-én a 93-as buszt a Fedezék utcától Szemeretelep vasútállomásig hosszabbították, korábbi végállomásáig a 93A jelzésű betétjáratot indították el.

## Útvonala
| Pestszentlőrinc, Fedezék utca felé |
| Kőbánya-Kispest M vá. – Déli bejáró út – Vak Bottyán utca – Szabó Ervin utca – Kossuth tér – Üllői út – Hengersor utca – Puskás Ferenc utca – Csapó utca – Darányi Ignác utca – Kassa utca – Pozsony utca – Csiky utca – Baross utca – Kossuth Lajos utca – Városház utca – Üllői út – Haladás utca – Bessenyei György utca – Ráday Gedeon utca – Fedezék utca – Pestszentlőrinc, Fedezék utca vá. |
| Kőbánya-Kispest felé |
| Pestszentlőrinc, Fedezék utca vá. – Fedezék utca – Ráday Gedeon utca – Üllői út – Baross utca – Csiky utca – Pozsony utca – Kassa utca – Darányi Ignác utca – Csapó utca – Puskás Ferenc utca – Hengersor utca – Üllői út – Simonyi Zsigmond utca – Vak Bottyán utca – Keleti bejáró út – Kőbánya-Kispest M vá.                                                                                    |

## Megállóhelyei
Az átszállási kapcsolatok között az azonos, de hosszabb útvonalon közlekedő 93-as busz nincs feltüntetve.
| 0  | Kőbánya-Kispest M végállomás                       | 25 | 68, 85, 85E, 98, 98E, 132E, 136, 148, 151, 182, 182A, 184, 193E, 200E, 202E, 268, 282E, 284E 575, 576, 577, 578, 580, 581 S21 S36 G43 S50 G50 Z50 IC, sebesvonat, gyorsvonat, expresszvonat P+R (KöKi Terminál) P+R (Kőbánya-Kispest) |
| ∫  | Sós utca                                           | 22 | 68, 148, 151, 268 |
| 2  | Kispest, Kossuth tér (↓) Simonyi Zsigmond utca (↑) | 21 | 68, 132E, 16, 148, 151, 268 50 |
| 4  | Fő utca                                            | 20 | 50 |
| 5  | Árpád utca                                         | 19 | 136 50 |
| 7  | Villanytelep                                       | 18 | 136 50 |
| 7  | Lajosmizsei sorompó                                | 17 | 136 50 |
| 9  | Kispest vasútállomás                               | 16 | S21 |
| 10 | Bozsik Stadion                                     | 15 | 268 42 |
| 11 | Kispesti temető                                    | 14 | 132E, 142E |
| 12 | Csapó utca                                         | 13 | |
| 13 | Kolozsvár utca (temető)                            | 12 | |
| 14 | Kassa utca                                         | 11 | 194, 194B |
| 15 | Karton utca                                        | 10 | 194, 194B |
| 16 | Csíky utca                                         | 9  | 194, 194B |
| 17 | Iker utca                                          | 8  | |
| 18 | Margó Tivadar utca                                 | 7  | 36, 132E, 136, 142E, 236, 236A |
| 19 | Kossuth Lajos utca (↓) Baross utca (↑)             | 6  | 36, 236, 236A |
| 21 | Thököly út                                         | 5  | 36, 236, 236A 50 |
| 23 | Szarvas csárda tér                                 | 4  | 182, 182A, 183, 184, 193E, 198, 217, 217E, 236, 236A, 282E, 284E 50 577 |
| 24 | Regény utca                                        | ∫  | 182, 182A, 183, 184, 198, 217, 217E, 236, 236A, 282E, 284E |
| ∫  | Gárdonyi Géza utca                                 | 3  | 183, 217, 217E |
| 25 | Lőrinci temető                                     | 2  | 182, 182A, 184, 198, 217, 217E, 282E, 284E |
| 26 | Kosztolányi Dezső utca                             | 1  | 198, 217, 217E |
| ∫  | Fedezék utca                                       | 0  | 98, 98E, 198, 200E, 217, 217E 577 |
| 28 | Pestszentlőrinc, Fedezék utca végállomás           | 0  | 98, 98E, 198, 200E, 217, 217E 577 |